# さ
En la escritura japonesa, los caracteres silábicos (o, con más propiedad, moraicos) さ (hiragana) y サ (katakana) ocupan el 11.º lugar en el sistema moderno de ordenación alfabética gojūon (五十音), entre こ y し; y el 37.º en el poema iroha, entre あ y き. En la tabla a la derecha, que sigue el orden gojūon (por columnas, y de derecha a izquierda), se encuentra en la tercera columna (a la que da nombre, さ行, "columna SA") y la primera fila (あ段, "fila A").
El carácter さ proviene del kanji 左, mientras que サ proviene de 散.
Pueden llevar el acento dakuten: ざ, ザ.

## Romanización
Según los sistemas de romanización Hepburn, Kunrei-shiki y Nihon-shiki:
- さ, サ se romanizan como "sa".
- ざ, ザ se romanizan como "za".

## Escritura
| Escritura de さ | Escritura de サ |

- El carácter さ se escribe con dos o tres trazos:

1. Trazo horizontal.
2. Trazo diagonal hacia abajo a la derecha, aunque casi vertical, que corta al primer trazo y acaba en una curva en forma de C. A menudo este trazo se divide en dos: uno para la línea diagonal y otro para la curva.

Es similar a ち (chi) invertido horizontalmente, aunque en ambos hiragana el trazo horizontal es ascendente hacia la derecha. 	
- El carácter サ se escribe con tres trazos:

1. Trazo horizontal.
2. Trazo vertical corto que corta al primer trazo, a un cuarto de su comienzo.
3. Trazo vertical a la derecha del segundo trazo, que también corta al primero (a un cuarto de su final) y termina curvándose hacia la izquierda.

## Otras representaciones
- Sistema Braille:

| ●－ －● |

- Alfabeto fonético: 「桜のサ」 ("el sa de sakura", donde sakura es la flor de cerezo)
- Código Morse: －・－・－

- Datos: Q40575
- Multimedia: さ / Q40575